# Poul Qvesel
Poul Qvesel (født 11. juni 1911, død 14. juni 2016) var en dansk forhenværende skoleinspektør og borgmester.
Han voksede op i Hjørring, hvor Qvesels fader var murer. Efter faderens tidlige død i 1925 kom sønnen på privatskole og tog præliminæreksamen efterfulgt af lærereksamen på Nørre Nissum Seminarium. Dernæst blev Poul Qvesel ansat som lærer på Vestjysk Gymnasium i Tarm og senere på Vinderup Realskole, hvor han mødte sin tilkommende hustru, Margrethe Kaltoft Holm, som stammede fra Juelsvang ved Sønder Omme. Parret blev gift i 1936, og sammen med hende oprettede han Nørre Nebel Realskole, som de drev i 35 år. I 1960 blev skolen omdannet til en selvejende institution, og i 1970 blev skolen overtaget af Blaabjerg Kommune med Qvesel som skoleinspektør for det samlede skolevæsen i Nørre Nebel.
Han var valgt for borgerlisten til den stedlige kommunalbestyrelse i 32 år, dels som sognerådsformand og dels som borgmester efter kommunesammenlægningen 1970.
Inden for Det Danske Spejderkorps har han været divisionschef for Vesterhavsdivisionen, og han var stifter af det det første hjemmeværnskompagni i Blaabjerg Kommune i 1950. Han har modtaget Hæderstegnet for god tjeneste ved Hjemmeværnet.